# ハッピー・ロックフェラー
ハッピー・ロックフェラー（英語: Happy Rockefeller）、本名マーガレッタ・ラージ・ロックフェラー（英語: Margaretta Large Rockefeller、旧姓フィトラー（Fitler）、1926年6月9日 - 2015年5月19日）は、第49代ニューヨーク州知事・第41代アメリカ合衆国副大統領ネルソン・ロックフェラーの2番目の妻。1963年に当時のニューヨーク州知事であるネルソン・ロックフェラーと結婚して彼がオフィスを去る1973年までニューヨーク州のファーストレディの役割を担った。その後、彼がアメリカ合衆国副大統領に就任した1974年12月19日からその任期が終了する1977年1月20日までアメリカ合衆国のセカンドレディの役割を担った。

## 幼少期と家系
マーガレッタ・ラージ・フィトラーは1926年6月9日にアメリカ合衆国のペンシルベニア州ブリンマーにて、ロープ製造会社から800万ドルを相続したウィリアム・ワンダリー・フィトラー・ジュニアとその妻のマーガレッタ・ラージ・フィトラーの第二子として出生した。伝えられるところでは、ニックネームの"ハッピー"はチャールズ・リンドバーグがパリまでの単独の大西洋横断飛行を成功させたというニュースをラジオで聴いた当時1歳の彼女がにっこりと笑って反応したことに由来する。南北戦争のゲティスバーグの戦いで北軍の指揮官を務めたジョージ・ミードの子孫にあたる。父親はアルコール依存症持ちであり、母親は「社会的な野心」から子供たちと一緒に過ごす時間は少なかった。10歳の時に両親は離婚した。
1944年にシプリー・スクールを卒業した。

## 二度の結婚
1949年にロックフェラー研究所でウイルス研究者として働く6歳年上のジェームズ・スレーター・マーフィーと結婚した。二人はジェームズ・B・マーフィー2世、マーガレッタ・マーフィー・ビックフォード、キャロル・マーフィー・ライデン、マリンダ・マーフィー・メノッティの4人の子供をもうけている。マーフィーがデビッド・ロックフェラー（ネルソン・ロックフェラーの弟）と友人であったことから、マーフィー夫妻はニューヨーク州に移り住み、ロックフェラー家の社交サークルの一員となった。当時既に妻を亡くしていたジョン・ロックフェラー2世（ネルソン・ロックフェラーの父親）の話相手となり、彼もマーガレッタを実の娘のように思っていたという。1958年のニューヨーク州知事選挙に立候補したネルソン・ロックフェラーの選挙キャンペーンにボランティアとして参加し、ニューヨーク州知事に当選した後は極秘のうちに秘書になった。
1962年にネルソン・ロックフェラーは30年以上連れ添った妻のメアリー・トドハンター・クラークと離婚した。翌1963年4月1日にマーガレッタも精神科医の忠告に従い、4人の子供の親権を諦めようとしないマーフィーに対処するために親権を夫に与えて離婚した。同年5月4日にロックフェラーとマーガレッタはポカンティコヒルズで結婚式をあげた。ロックフェラーはマーガレッタより18歳も年上であり、彼の方も既に5人の子供がいた。最初の夫と離婚して4人の子供の親権を放棄し、そのわずか1か月後にロックフェラーと再婚したことから中流社会から激しい非難を浴び、「魔性の女」のイメージが定着した。イギリスではマーガレッタはウィンザー公爵夫人ウォリス・シンプソンになぞらえられた。1964年共和党全国大会でロックフェラーが大統領候補の指名を獲得できなかったのはこの再婚問題が原因だと考えられている。二人はネルソン・ロックフェラー・ジュニア（1964年生まれ）マーク・ロックフェラー（1967年生まれ）の二人の息子をもうけている。
ネルソン・ロックフェラーは1979年に心臓発作で亡くなったが、25歳の秘書ミーガン・マーシャックの住まいで腹上死を遂げていたことが明らかになった。当初はこの愛人の存在が伏せられていたため、二人の関係についてさまざまな憶測が流れた。

## 公共活動への関与
後年になると夫に政界からの引退を促し、ポカンティコヒルズの邸宅でともに過ごす時間を増やしたいと考えた。アメリカ合衆国のセカンドレディとなっても控えめな存在のままであり、ニューヨークやポカンティコヒルズにあるロックフェラーの私有地で時間を過ごすことが多かった。
そんな彼女だが、1971年に「サラトガ・パフォーミング・アーツ・センター」（SPAC）の取締役を務めている。また、1991年には当時のアメリカ合衆国大統領ジョージ・H・W・ブッシュによって国連（UN）代表に任命された。

## 健康と死
乳がんを克服した女性でもあった。1974年、アメリカ合衆国のファーストレディであるベティ・フォードが乳房切除手術を受けた直後に乳がんと診断され、5週間の間隔をあけて二度の乳房切除手術を受けた。彼女たちとシャーリー・テンプルは乳房切除手術を受けたことを公表した初期の主なセレブリティである。この三人は乳がんの早期発見について人々の意識を高めさせることに貢献した。
病気になってからまもなく、2015年5月19日にニューヨーク州タリータウンの自宅で亡くなった。88歳没。